# آکورد ثانویه

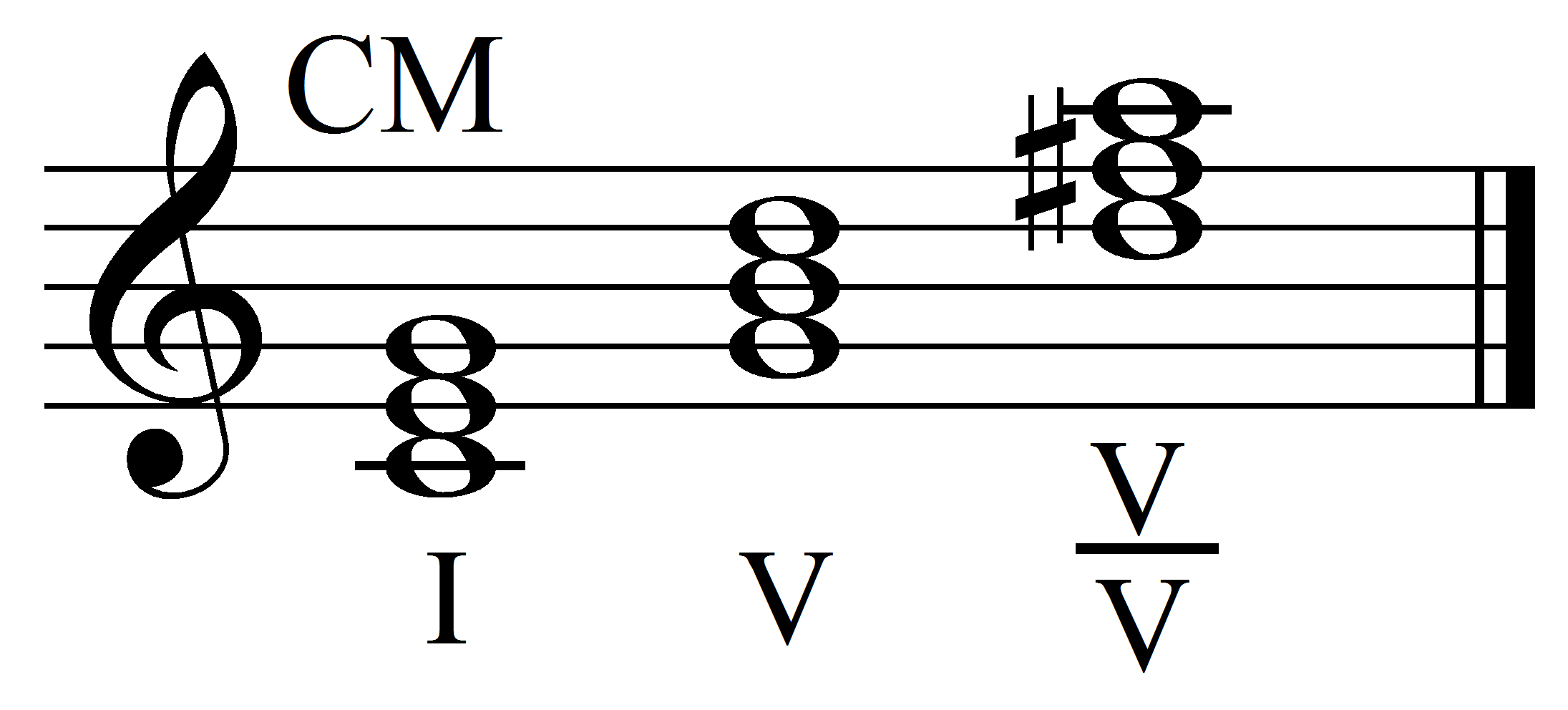
آکورد دومینانت ثانویه در گام دو ماژور

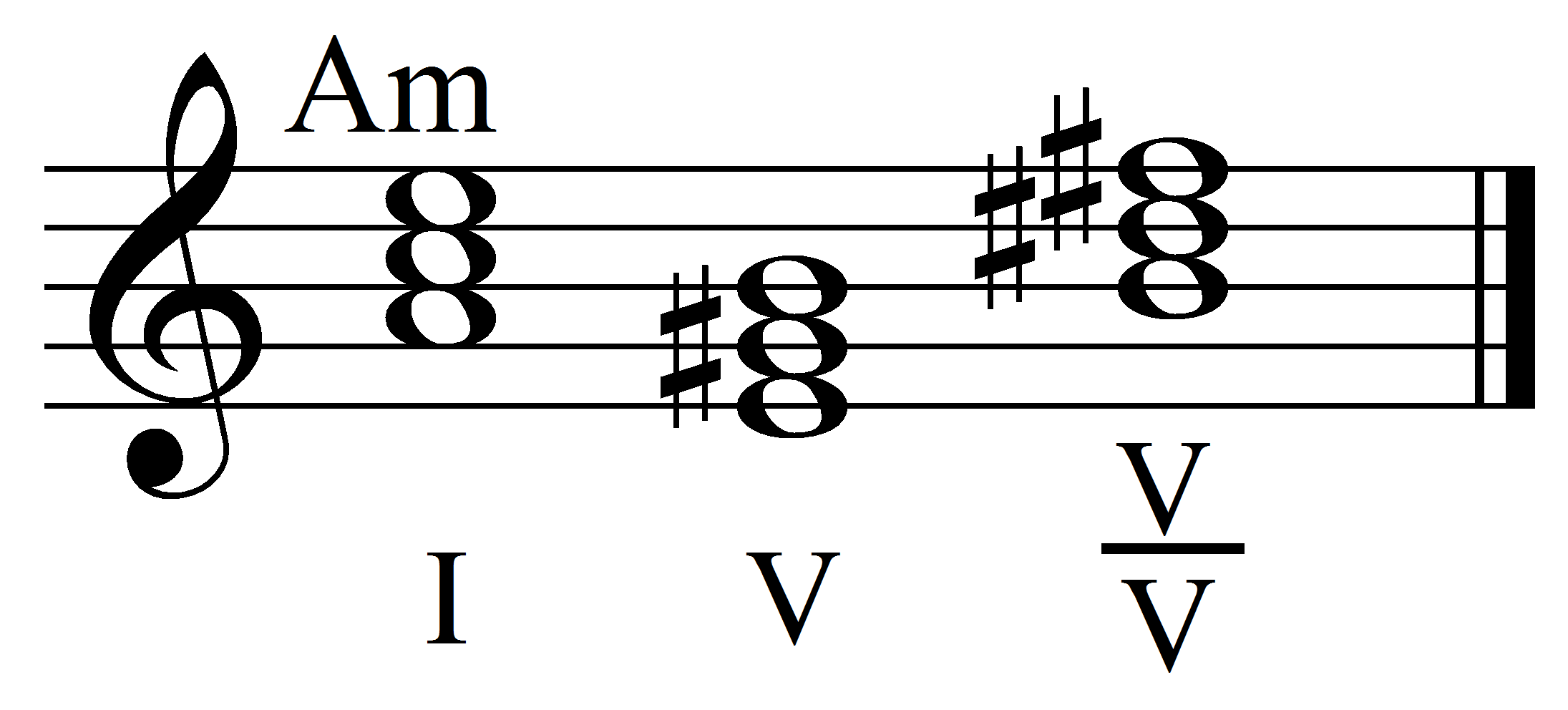
آکورد دومینانت ثانویه در گام لا مینور

آکورد ثانویه (انگلیسی: Secondary chord) در موسیقی کلاسیک و در دانش هارمونی، آکوردی است فرعی و غریبه در تنالیته که در یک گام دیاتونیک شکل می‌گیرد و به قصد ساختنِ پایه‌های (تونیک) جدید برای مدگردی و ایجاد هارمونی کروماتیک در موسیقی است. این شیوه در دوران قواعد مشترک رواج داشته‌ است.

## تعریف
در گام دیاتونیک آکوردهای درجه یک (تونیک) و درجه پنج (دومینانت)، مهمترین درجات گام محسوب می‌شوند. آکورد ثانویه، یک آکورد ماژور و قرضی از تنالیته‌ای دیگر است که روی درجات فرعی گام ساخته می‌شود. به‌عنوان مثال در گام دو ماژور، درجۀ پنج (سل، سی، ر) را به‌عنوان پایه فرض کرده و یک آکورد دومینانت دیگر روی آن ساخته می‌شود (ر، فا دیز، لا) که به‌عنوان آکورد «دومینانت، دومینانت» یا «پنج روی پنج» (V/V) شناخته می‌شود. این آکورد را می‌توان به‌عنوان متداولترین نوع از آکوردهای ثانوبه دانست.
به همین ترتیب می‌توان روی دیگر درجات گام، آکوردهای نمایانِ ثانویه ساخت. مانند: پنج روی دو (V/II)، پنج روی سه (V/III)، پنج روی چهار (V/IV)، پنج روی شش (V/VI)، پنج روی هفت (V/VII)
آکوردهای ثانویه می‌توانند به صورت سه‌صدایی، چهار‌صدایی و پنج‌صدایی به صورت پایگی و معکوس در گام‌های مینور و ماژور مورد استفاده قرار گیرند.
|  |  |